# 罗发先
罗发先（1848年—1905年），清朝末年布依族起义首领。贵州平伐司（今贵州省龙里县东南）人，一说贵定人。
当时当地法国天主教传教士勾结清朝官府欺压百姓，光绪三十一年（1905年）他响应都匀内外套苗族吴朝俊的杀洋人、反洋教的号召，与罗光远等盟誓，提出覆清灭洋的口号，集合当地布依族、苗族、水族、汉族百姓，捣毁教堂，围攻地主武装。贵州巡抚庞鸿书派兵联合法国洋枪队，镇压罗发先。九月二十八日，罗发先率军突围，被省防军和洋枪队的炮火击中而亡，时年五十七岁。一说其卒年为1906年或1907年。